# 田中啓之
田中 啓之（たなか ひろゆき、1973年9月7日 - ）は、日本の男性声優。山口県出身。

## 人物
かつては81プロデュースに所属していた。
声種はテノール。

## 出演作品

### テレビアニメ
1997年
- 爆走兄弟レッツ&ゴー!!WGP（アイゼンヴォルフ選手、アイゼンヴォルフ2軍B）
- ポケットモンスター（チャリンコ暴走族）

1998年
- 彼氏彼女の事情（男子生徒B）

2002年
- アソボット戦記五九（武装アソボットC）
- 名探偵コナン（大坪圭介）

2004年
- MADLAX（ガルザ兵）
- モンキーターン（選手）

2007年
- スパイダーライダーズ 〜よみがえる太陽〜（兵士）

### OVA
1997年
- 超光速グランドール（男子B）

### ドラマCD
- 同級生 恋愛専科2（男子生徒）

### ゲーム
- ヴィオラートのアトリエ 〜グラムナートの錬金術士2〜（ダスティン・シュミート）

### 吹き替え
- ジェイミーのラブリー・ダイニング

### ラジオ
- 声優王国!あんたの声が好きやねん（第3期パーソナリティ）

### その他
- さんすうみつけた（バラ王子）
- わくわくサイエンス（田中研究員）